# Ліга чемпіонів КОНКАКАФ 2019
Ліга чемпіонів КОНКАКАФ 2019 (офіційно англ. 2019 Scotiabank CONCACAF Champions League) — 54-й турнір між найкращими клубами Північної, Центральної Америки та Карибського басейну і 11-й у теперішньому форматі. Переможець турніру, мексиканський Монтеррей отримав право зіграти у Клубному чемпіонаті світу 2019.

## Формат і учасники
В турнірі брали участь 16 клуби із 9 асоціацій. 9 клубів представляли Північну Америку, 5 - Центральну Америку, 1 - Карибський басейн.
| Раунд      | Перший матч       | Повторний матч             |
| ---------- | ----------------- | -------------------------- |
| 1/8 фіналу | 20–22 лютого 2019 | 27 лютого - 1 березня 2019 |
| 1/4 фіналу | 6-7 березня 2019  | 13-15 березня 2019         |
| 1/2 фіналу | 4-5 квітня 2019   | 11-12 квітня 2019          |
| Фінал      | 24 квітня 2019    | 2 травня 2019              |

## 1/8 фіналу
| Команда 1                | Заг. | Команда 2          | 1-й матч | 2-й матч |
| ------------------------ | ---- | ------------------ | -------- | -------- |
| 20/27 лютого 2019        |      |                    |          |          |
| Індепендьєнте            | 5:1  | Торонто            | 4:0      | 1:1      |
| Депортіво Сапрісса       | 2:5  | УАНЛ               | 1:0      | 1:5      |
| Гвастатоя                | 1:3  | Х'юстон Динамо     | 0:1      | 1:2      |
| 21/28 лютого 2019        |      |                    |          |          |
| Марафон                  | 2:11 | Сантос Лагуна      | 2:6      | 0:5      |
| Атлетіко Пантоха         | 0:5  | Нью-Йорк Ред Буллз | 0:2      | 0:3      |
| Альянса (Сан-Сальвадор)  | 0:1  | Монтеррей          | 0:0      | 0:1      |
| 22 лютого/1 березня 2019 |      |                    |          |          |
| Спортінг Канзас-Сіті     | 5:0  | Толука             | 3:0      | 2:0      |
| Ередіано                 | 3:5  | Атланта Юнайтед    | 3:1      | 0:4      |

## 1/4 фіналу
| Команда 1          | Заг. | Команда 2            | 1-й матч | 2-й матч |
| ------------------ | ---- | -------------------- | -------- | -------- |
| 6/13 березня 2019  |      |                      |          |          |
| Нью-Йорк Ред Буллз | 2:6  | Сантос Лагуна        | 0:2      | 2:4      |
| Х'юстон Динамо     | 0:3  | УАНЛ                 | 0:2      | 0:1      |
| 7/14 березня 2019  |      |                      |          |          |
| Монтеррей          | 3:1  | Атланта Юнайтед      | 3:0      | 0:1      |
| 7/15 березня 2019  |      |                      |          |          |
| Індепендьєнте      | 2:4  | Спортінг Канзас-Сіті | 2:1      | 0:3      |

## 1/2 фіналу
| Команда 1        | Заг. | Команда 2            | 1-й матч | 2-й матч |
| ---------------- | ---- | -------------------- | -------- | -------- |
| 4/11 квітня 2019 |      |                      |          |          |
| УАНЛ             | 5:3  | Сантос Лагуна        | 3:0      | 2:3      |
| 5/12 квітня 2019 |      |                      |          |          |
| Монтеррей        | 10:2 | Спортінг Канзас-Сіті | 5:0      | 5:2      |

## Фінал
| Команда 1               | Заг. | Команда 2 | 1-й матч | 2-й матч |
| ----------------------- | ---- | --------- | -------- | -------- |
| 24 квітня/2 травня 2019 |      |           |          |          |
| УАНЛ                    | 1:2  | Монтеррей | 0:1      | 1:1      |

### Перший матч
| 24 квітня 2019 05:00 (EEST) |

| УАНЛ | 0:1      | Монтеррей  |
| ---- | -------- | ---------- |
|      | Протокол | Санчес 43' |

| Естадіо Універсітаріо, Сан-Ніколас-де-лос-Гарса Арбітр: Джон Пітті |

### Повторний матч
| 2 травня 2019 05:00 (EEST) |

| Монтеррей         | 1:1      | УАНЛ       |
| ----------------- | -------- | ---------- |
| Санчес 25' (пен.) | Протокол | Жиньяк 85' |

| Естадіо BBVA Банкомер, Гуадалупе Арбітр: Хаїр Марруфо |